# Francisca Pomar de Maristany
Francisca de Paula Pomar y Prunell, más conocida como Francisca Pomar de Maristany, (Buenos Aires, 1889 - Barcelona, 1975) fue una soprano ligera argentina.

## Biografía
Nació con una voz privilegiada, pero sus padres no le permitieron hacer una carrera profesional como cantante de ópera. Desarrolló su afición haciendo papeles de soprano ligera en zarzuelas de aficionados, especialmente en el teatro que tenía el pintor Aurelio Tolosa Alsina en su casa de la calle Torrente de las Flores, en el barrio de La Salud, de Barcelona, entonces un lugar de veraneo,  donde se reunía lo más granado de la sociedad barcelonesa de principios del siglo XX.
Conoció a su futuro esposo, Alejandro Maristany y Guasch, haciendo zarzuela de aficionados (Alejandro, que también tenía buena voz, hacía el papel de galán, y Francisca el de protagonista femenina). Se casaron en Barcelona en 1909. En 1929, cuando Francisca tenía 40 años (edad, en aquella época, muy elevada para una soprano ligera) y era madre de tres hijos, su marido quiso grabar, privadamente, su voz con la Orquesta del Gran Teatro del Liceo de Barcelona, dirigida por el maestro Concordio Gelabert, para que, cuando fuesen mayores, sus hijos pudiesen recordar la voz de su madre cantando ópera. Las grabaciones fueron las siguientes:
- Ah! non credea, de la ópera La sonnambula de Vincenzo Bellini:
- Vissi d'arte de Tosca de Giacomo Puccini;
- Siccome un di de Los pescadores de perlas de Georges Bizet:
- Amami, de Luigi Denza:
- A Granada, de Fermín María Álvarez:

Aunque los originales de 1929 están en discos de piedra grabados y editados en los, entonces, recientemente inaugurados estudios de La Voz de su Amo en Barcelona, las nuevas tecnologías han permitido recuperar el sonido original. Algunas de estas grabaciones han sido emitidas por Radio Nacional de España, y otras emisoras de radio, en sus programas de música clásica.